# Maireana pentatropis
Maireana pentatropis är en amarantväxtart som först beskrevs av Tate, och fick sitt nu gällande namn av Paul G. Wilson. Maireana pentatropis ingår i släktet Maireana och familjen amarantväxter. Inga underarter finns listade i Catalogue of Life.